# Piatra (gmina w okręgu Teleorman)
Piatra – gmina w Rumunii, w okręgu Teleorman. Obejmuje tylko jedną miejscowość Piatra. W 2011 roku liczyła 3392 mieszkańców. 